# Wapen van Berkel-Enschot

Wapen van Berkel-Enschot

Het wapen van Berkel-Enschot werd op 14 oktober 1818  bij besluit van de Hoge Raad van Adel aan de toenmalige Noord-Brabantse gemeente Berkel-Enschot verleend. Deze gemeente was in 1810 afgesplitst van Oisterwijk. Op 1 januari 1997 werd Berkel-Enschot bij Tilburg gevoegd, waarmee het wapen van Berkel-Enschot kwam te vervallen. In het wapen van Tilburg werden geen elementen uit dat van Berkel-Enschot overgenomen.

## Blazoenering
De blazoenering bij het wapen luidt als volgt:
Van lazuur, beladen met een ploeg, boven dewelke zijn geplaatst drie torens, van goud..
De heraldische kleuren in het wapen zijn lazuur (blauw) en goud (geel). Dit zijn de rijkskleuren.

## Geschiedenis
De herkomst van het wapen is onbekend. Het is nieuw aangevraagd door de toenmalige burgemeester, omdat noch Berkel, noch Enschot in het verleden een eigen wapen hebben gevoerd. Tot 1810 behoorden beide dorpen bestuurlijk tot Oisterwijk, dat een wapen met drie torens voerde. De drie torens kunnen afkomstig zijn uit het wapen van Oisterwijk, met daarbij een ploeg ter onderscheiding. Maar ook Tilburg, waaronder Berkel-Enschot tegenwoordig valt, voerde een wapen met drie torens. Het kan ook zijn dat de drie torens de drie dorpen in de gemeente voorstelden: Berkel, Enschot en Heukelom. Omdat bij de aanvraag geen kleuren werden gespecificeerd werd het wapen verleend in de rijkskleuren: goud op blauw.

## Verwante wapens

Het wapen van Oisterwijk uit 1817
Het wapen van Tilburg uit 1817